# Селенид иттербия(II)
Селенид иттербия(II) — бинарное неорганическое соединение иттербия и селена с формулой YbSe, кристаллы.

## Получение
- Реакция чистых веществ в инертной атмосфере:

{\displaystyle {\mathsf {Yb+Se\ {\xrightarrow {450-800^{o}C}}\ YbSe}}}

## Физические свойства
Селенид иттербия(II) образует кристаллы кубической сингонии, пространственная группа F m3m, параметры ячейки a = 0,5879 нм, Z = 4.